# Полевик, Владимир Архипович
Полеви́к Владимир Архипович (12 августа 1938 г., деревня Страдечь (также употреб. Страдечи, Страдичи, бел. Страдзеч), Брестского Повета, Полесского воеводства, Польская Республика / Вторая Речь Посполитая (с 1939 по 1991 г. в составе Белорусской ССР; в настоящее время Брестский район, Брестская область, Белоруссия) — 10 июля 1993 г., деревня Орловка, Щёлковский район, Московская область, Россия) — советский военачальник, член КПСС (с 1961 г.), член Военного Совета — начальник политического управления Воздушно-десантных войск ВС СССР (1989—1991); заместитель командующего ВДВ (1991—1992); генерал-лейтенант.

## Биография
Родом из крестьянской семьи, детство и юность прошли в приграничной белорусской деревне в 15 км от Брестской крепости. Из-за оккупации, послевоенной разрухи полный курс средней школы окончил почти в 19 лет, поэтому практически сразу после выпускного вечера в 1957 году был призван на срочную службу в Вооружённые силы СССР. Воинский путь начал рядовым (пулемётчик) в 140-м мсп, Кусары (г. Гусар / азерб. Qusar) 295-й мсд 4-й ОА Закавказского военного округа. Во время первого года службы поступил в Тбилисское Краснознаменное артиллерийское училище имени 26 Бакинских комиссаров, по окончании которого в 1960 г. продолжил службу офицером в войсках ПВО 7-й Гв. ОА Закавказского военного округа в городах Ереван, Кировакан, Ленинакан. В 1964—1965 гг. прошёл обучение в ЦАОК (Центральные артиллерийские офицерские курсы, г. Ленинград).

В 1971 году окончил с отличием Военно-политическую академию имени В. И. Ленина и продолжил службу в воинских частях Противовоздушной обороны Сухопутных войск Прикарпатского военного округа в городах Львов, Яворов, Житомир.
1974—1976 гг. — начальник политотдела 151-й зенитной ракетной бригады (с момента формирования), г. Темиртау, КазССР, САВО. Командование и личный состав получили опыт передислокации крупной воинской части из европейского в азиатский регион (около 4 тыс. км) и развертывания системы ПВО в сложных климатических условиях. Помимо выполнения боевых и служебных задач личный состав бригады активно участвовал в работах по освоению целинных и залежных земель.

1976—1979 гг. — начальник политотдела 8-й гвардейской мотострелковой Режицкой ордена Ленина, Краснознамённой, ордена Суворова II степени дивизии имени Героя Советского Союза генерал-майора И. В. Панфилова, САВО.

1979—1984 гг. — начальник политотдела 17-го армейского корпуса САВО, полковник (1979 г.).
1979—1980 гг. — участвовал в боевых действиях в составе ограниченного контингента советских войск в Афганистане. Курировал перевод из 17-го армейского корпуса в состав 40-й общевойсковой армии воинских частей и подразделений 201-й мсд (кроме 92-го мсп и 401-го тп). Участвовал в передислокации 860-го отдельного мотострелкового полка по чрезвычайно сложному горному маршруту продвижения Ош (Киргизия) — Хорог (Таджикистан) — Ишкашим (Таджикистан) — Файзабад (Афганистан) в период 24.12.1979 г. — 28.01.1980 г. «Памирский марш» — так назвали этот переход полка впоследствии. 860-й омсп преодолел более десятка высокогорных перевалов Восточного и Западного Памира (от 2500 метров над уровнем моря до 4655 метров на перевале Ак-Байтал — самый высокогорный перевал на территории СССР, 6-е место в мире), форсировал вброд в условиях холодной зимы горную реку Пяндж, далее полк совершил многодневный марш с боями на афганской территории.

По возвращении в 17-й армейский корпус п-к Полевик принимал непосредственное участие в создании единственной в СССР горной бригады — 68-й отдельной мотострелковой бригады (горной), г. Ош, КиргССР — на базе 32-го мотострелкового полка, прибывшего из г. Орджоникидзе, что было продиктовано свежим опытом боевых действий в условиях горной местности Афганистана.

В 1981 г. избран делегатом XXVI съезда КПСС. В том же году принимал участие в оперативно-стратегических учениях армии и флота СССР и стран Варшавского договора «Запад-81» в качестве офицера-посредника.

1984—1987 гг. — член Военного Совета — начальник политического отдела 8-й гвардейской общевойсковой ордена Ленина армии, Группа советских войск в Германии, генерал-майор (1985 г.).

1987—1989 гг. — первый заместитель начальника политического управления Приволжского военного округа.

1988—1989 гг. — обучался в экстернатуре Военной академии Генерального штаба ВС.
1989—1991 гг. — член Военного Совета — начальник политического управления Воздушно-десантных войск ВС СССР, генерал-лейтенант (1990 г.). Это был сложный период службы, поиска компромиссных и сдерживающих решений, когда воинские части периодически привлекались в урегулирование гражданских и национальных конфликтов, выполняя приказы руководства СССР, пытавшегося силовыми методами остановить эскалацию суверенных настроений в союзных республиках, апофеозом чего стали события августа 1991 г. — ГКЧП. 

В 1991 г., учитывая многолетний опыт службы в азиатском регионе, ген. л-т Полевик был назначен специальным представителем советского правительства по урегулированию вооружённого внутри-этнического конфликта в Таджикистане, пресечению раскола личного состава 201-й мсд по национальному признаку и втягивания дивизии в конфликт на стороне одной из противоборствующих сторон. Об оценке исполнения этой миссии говорит тот факт, что через два года, узнав о том, что генерал и его супруга погибли, таджикская сторона посчитала своим долгом прислать своих представителей на их проводы в последний путь в родной белорусской деревне.
19 августа 1991 года проводил беседу с задержанным сотрудниками КГБ по указанию председателя КГБ СССР В. А. Крючкова оппозиционером В. Г. Уражцевым. Около 8 утра Уражцев был задержан возле здания СЭВ. В следственном изоляторе «Матросская Тишина» его принять отказались, тогда его доставили  в кабинет Полевика в штабе ВДВ и  после двух с половиной часов беседы в присутствии начальника оперативного отдела подполковника КГБ в 12 часов дня отпустили.
В 1992 г. уволен в запас с должности заместителя командующего ВДВ.
1992—1993 г. работал заместителем генерального директора совместного российско-немецкого предприятия «Опыт Германии».

## Семья
Жена — Елена Михайловна Полевик (1940—1993 гг.), уроженка дер. Страдечь, Брестский район, Брестская область, БССР; медицинский работник. Двое детей: дочь (проживает в г. Брест, Белоруссия) и сын (проживает в г. Москва).

## Место захоронения
10 июля 1993 года трагически погиб вместе с супругой в автокатастрофе в Московской области, РФ. Похоронены на родине в дер. Страдечь, Брестский район, Брестская область, Белоруссия.

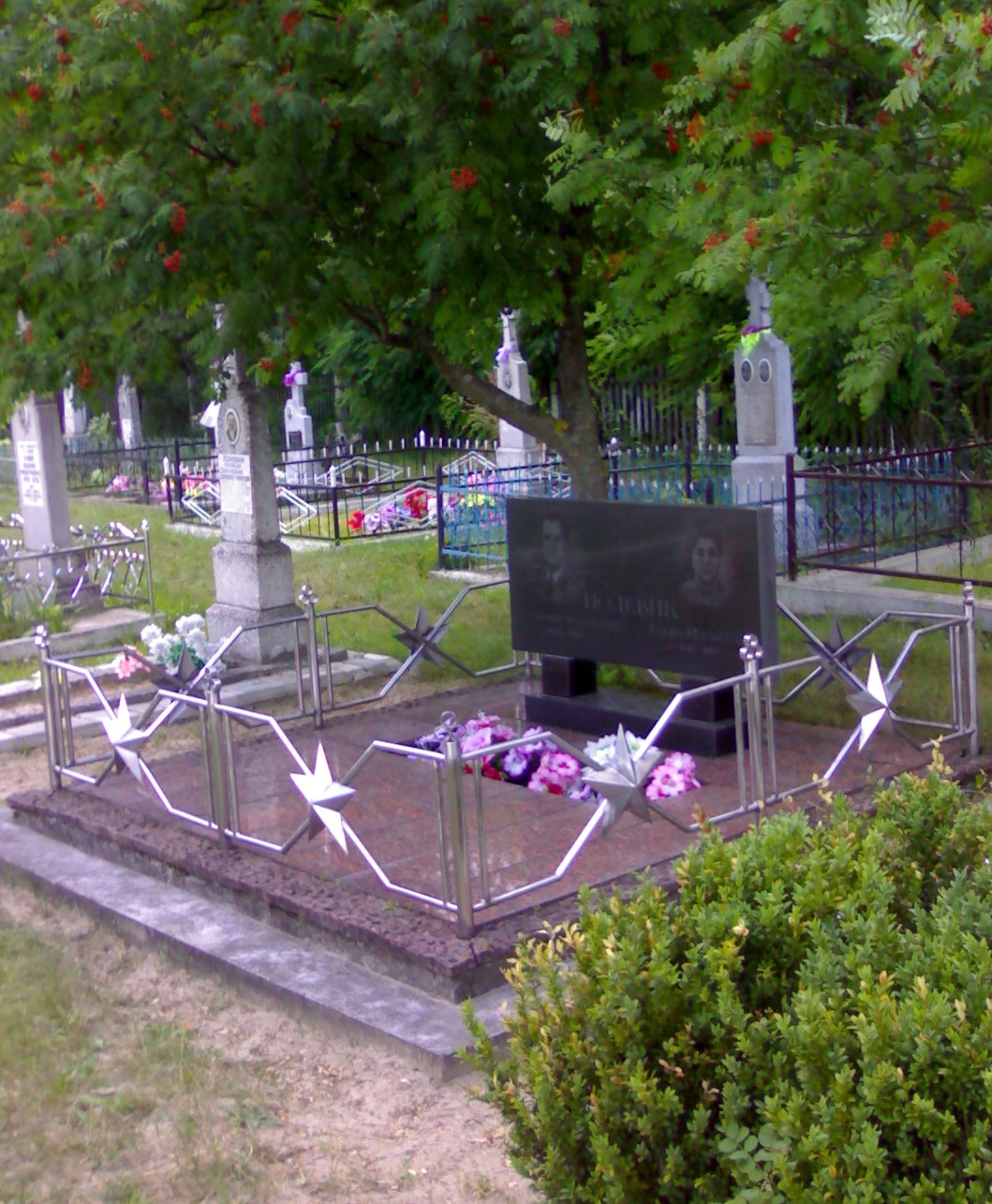
Памятник на могиле Полевик В. А. и Е. М., дер. Страдечь, Белоруссия.

## Государственные награды
- Орден Красной Звезды
- Орден «За службу Родине в Вооружённых Силах СССР» 2-й степени
- Орден «За службу Родине в Вооружённых Силах СССР» 3-й степени
- Орден «Знак Почёта»
- Медаль за воинскую доблесть «В ознаменование 100-летия со дня рождения В. И. Ленина»
- Медаль «Двадцать лет победы в Великой Отечественной войне 1941-1945 гг.»
- Медаль «Ветеран Вооружённых Сил СССР»
- Медаль «За укрепление боевого содружества» (СССР)
- Медаль «50 лет Вооружённых Сил СССР»
- Медаль «60 лет Вооружённых Сил СССР»
- Медаль «70 лет Вооружённых Сил СССР»
- Медаль «За безупречную службу» I степени
- Медаль «За безупречную службу» II степени
- Медаль «За безупречную службу» III степени
- Нагрудный знак «Воину-интернационалисту»

Иностранные награды:
- Золотая медаль «За заслуги перед Национальной Народной Армией» (ГДР)
- Серебряная медаль «За заслуги перед Национальной Народной Армией» (ГДР)
- Золотая медаль «Братство по оружию» (ГДР)
- Серебряная медаль «Братство по оружию» (ГДР)
- Медаль Артура Беккера I степени (ГДР)
- Медаль Артура Беккера II степени (ГДР)
- Медаль «30 лет Победы над милитаристской Японией» (МНР)
- Медаль «40 лет Халхин-Гольской Победы» (МНР)
- Медаль «60 лет Монгольской Народной Революции»
- Медаль «60 лет Монгольской Народной Армии»